# Daniel Martin (Radsportler)
Daniel Martin (* 20. August 1986 in Birmingham, Vereinigtes Königreich) ist ein ehemaliger irischer Radrennfahrer.

## Herkunft und Familie
Daniel Martin ist der Sohn des ehemaligen britischen Radrennfahrers Neil Martin und der Neffe des Tour-de-France-Siegers Stephen Roche, dessen Sohn Nicolas ist daher sein Cousin. Martin wurde in England geboren, besitzt aber neben der britischen auch die irische Staatsbürgerschaft. Er entschied sich bereits während seiner Zeit bei den Junioren für das Starten unter irischer Lizenz, nachdem er 2004 noch britischer Meister im Straßenrennen der Junioren geworden war.

## Sportliche Karriere
Während seiner Zeit in der Altersklasse U23, die er für die französische Mannschaft VC La Pomme Marseille bestritt, konnte Daniel Martin, der schon früh als großes Talent für das Bewältigen von Anstiegen galt, mit einigen sehr guten Resultaten auf sich aufmerksam machen:
Er gewann 2006 einen Abschnitt beim Etappenrennen Giro della Valle d’Aosta und wurde Zweiter in der Gesamtwertung. Im Folgejahr konnte er dort abermals eine Etappe gewinnen und sich den vierten Rang in der Gesamtwertung sowie die Punktewertung sichern. Bei der Tour des Pays de Savoie 2007 gewann er ein Teilstück und konnte so auch die Gesamtwertung für sich entscheiden; außerdem wurde er zweimal Zweiter auf Etappen der Ronde de l’Isard, die er als Vierter in der Gesamtwertung beendete.
Ende der Saison 2007 fuhr er beim US-amerikanischen Professional Continental Team Slipstream als Stagiaire und unterschrieb seinen ersten Profivertrag für die Saison 2008 bei „Garmin-Chipotle presented by H3O“. Es stellten sich die ersten Erfolge ein, u. a. mit Gesamtsieg des französischen Etappenrennens Route du Sud ein. Mit der Gesamtwertung der Polen-Rundfahrt 2010 gewann er sein erstes Rennen der UCI ProTour. Im selben Jahr gewann er eine Etappe der Vuelta a España.
2013 gewann er die Gesamtwertung des UCI-WorldTour-Etappenrennens Katalonien-Rundfahrt, den Frühjahrsklassiker Lüttich–Bastogne–Lüttich und die neunte Etappe der Tour de France von Saint-Girons nach Bagnères-de-Bigorre. Mit dem Herbstklassiker Il Lombardia gewann Martin 2014 sein zweites Monument des Radsports.
Nach 883 sieglosen Tagen gewann Dan Martin die Bergankunft der 3. Etappe der Vuelta a España 2020 im Sprint einer kleinen Gruppe.
Im März 2021 erkrankte Martin an COVID-19. Nach überstandener Krankheit gewann er beim Giro d’Italia 2021 die Bergankunft der 17. Etappe als Solist und damit in allen Grand Tours jeweils mindestens einen Abschnitt. Obwohl er auf der durch Schotterstrecken geprägten 11. Etappe viel Zeit verlor, belegte in der Gesamtwertung der Rundfahrt den zehnten Gesamtrang.
Anfang September 2021 erklärte Martin zum Saisonende vom aktiven Radsport zurückzutreten.
Martin startete während seiner Karriere insgesamt 19 Mal bei Grand Tours. Dabei platzierte er sich sechsmal unter den besten Zehn der Gesamtwertung: Bei der Vuelta a España 2014 belegte er Platz sieben, bei der Tour de France 2016 Platz neun und bei der Tour de France 2017 Platz sechs und 2018 Platz acht. Bei der Vuelta a España 2020 verpasste er als Vierter einen Podiumsplatz knapp.

## Erfolge
2004
- Britischer Meister – Straßenrennen (Junioren)

2006
- eine Etappe Giro della Valle d’Aosta (U23)

2007
- eine Etappe und Punktewertung Giro della Valle d’Aosta (U23)
- Gesamtwertung und eine Etappe Tour des Pays de Savoie (U23)
- Bergwertung Ronde de l’Isard (U23)

2008
- Irischer Meister – Straßenrennen (U23)
- Irischer Meister – Straßenrennen
- Gesamtwertung Route du Sud

2009
- Nachwuchswertung Tour Méditerranéen

2010
- Gesamtwertung und eine Etappe Tour de Pologne
- Tre Valli Varesine
- Japan Cup

2011
- Giro della Toscana
- eine Etappe Tour de Pologne
- eine Etappe Vuelta a España

2013
- Gesamtwertung und eine Etappe Volta a Catalunya
- Liège–Bastogne–Liège
- eine Etappe Tour de France

2014
- Il Lombardia
- eine Etappe Tour of Beijing

2016
- eine Etappe Valencia-Rundfahrt
- eine Etappe Katalonien-Rundfahrt

2017
- eine Etappe Algarve-Rundfahrt

2018
- eine Etappe Critérium du Dauphiné
- eine Etappe und  Rote Rückennummer Tour de France

2020
- eine Etappe Vuelta a España

2021
- eine Etappe Giro d’Italia

## Grand Tours-Platzierungen
| Grand Tour            | 2009 | 2010 | 2011 | 2012 | 2013 | 2014 | 2015 | 2016 | 2017 | 2018 | 2019 | 2020 | 2021 |
| --------------------- | ---- | ---- | ---- | ---- | ---- | ---- | ---- | ---- | ---- | ---- | ---- | ---- | ---- |
| Giro d’ItaliaGiro     | –    | 57   | –    | –    | –    | DNF  | –    | –    | –    | –    | –    | –    | 10   |
| Tour de FranceTour    | –    | –    | –    | 35   | 33   | –    | 39   | 9    | 6    | 8    | 18   | 41   | 40   |
| Vuelta a EspañaVuelta | 53   | –    | 13   | –    | DNF  | 7    | DNF  | –    | –    | DNF  | –    | 4    | –    |